# Chiesa di San Nicola (Quedlinburg)
La chiesa di San Nicola è la chiesa parrocchiale del quartiere di Neustadt della città di Quedlinburg. Appartiene dal 1540 alla Chiesa evangelica tedesca.

## Storia
La chiesa viene menzionata per la prima volta in un documento nel 1222.
L'edificio poggia su palafitte e blocchi di Ellern (legno di ontano) in terreno paludoso. In origine era una basilica romanica a tre navate. La forma attuale della facciata è del primo gotico, mentre le parti rimanenti sono tardogotiche.
Dopo essere state colpite da numerosi fulmini, nel 1878 le due torri vennero dotate di un parafulmine. Il cosiddetto Saigertürmchen aggiunto esternamente alla torre nord, ha lo scopo di indicare il nord. Risale al periodo barocco e contiene il meccanismo di suoneria per l'orologio della torre. Le torri vennero danneggiate il 13 Novembre 1972 dall'uragano "Quimburga", il cosiddetto uragano della Bassa Sassonia. Entrambe le guglie della torre minacciarono di cadere a seguito dell'avvenimento. A causa dei danni si discusse l'opportunità di demolire le torri, che invece vennero ristrutturate tra il 1974 e il 1980. Esse vennero ricoperte di rame e le banderuole e i pomelli vennero nuovamente dorati. In questa occasione, venne installato un nuovo meccanismo a orologeria nella torre nord. L'edificio centrale tra le torri è stato riportato all'antica altezza.
Degna di nota è Dorothea Erxleben,  la moglie del pastore Johann Christian Erxleben, morto nel XVIII secolo. Dorothea conseguì il dottorato nel 1754 presso l'Università di Halle, diventando la prima dottoressa tedesca.
Oggi è censita come monumento nazionale e per il 2022 sono stati organizzati i festeggiamenti per i suoi ottocento anni di storia.

## Descrizione
L'atrio della chiesa presenta pilastri diversamente strutturati, un coro a navata unica e due torri. Le torri sono alte 72 metri, oggi si può salire sul campanile, privo di orologio. 
L'elemento più antico è il fonte battesimale, risalente al tardo XII secolo, mentre la sala del coro venne aggiunta nel XIII secolo. La campana è una delle più antiche di Germania, risalendo al 1333.
Di pregio storico sono una pietà cinquecentesca, oltre all'altare e al pulpito del XVIII secolo.

### Organo

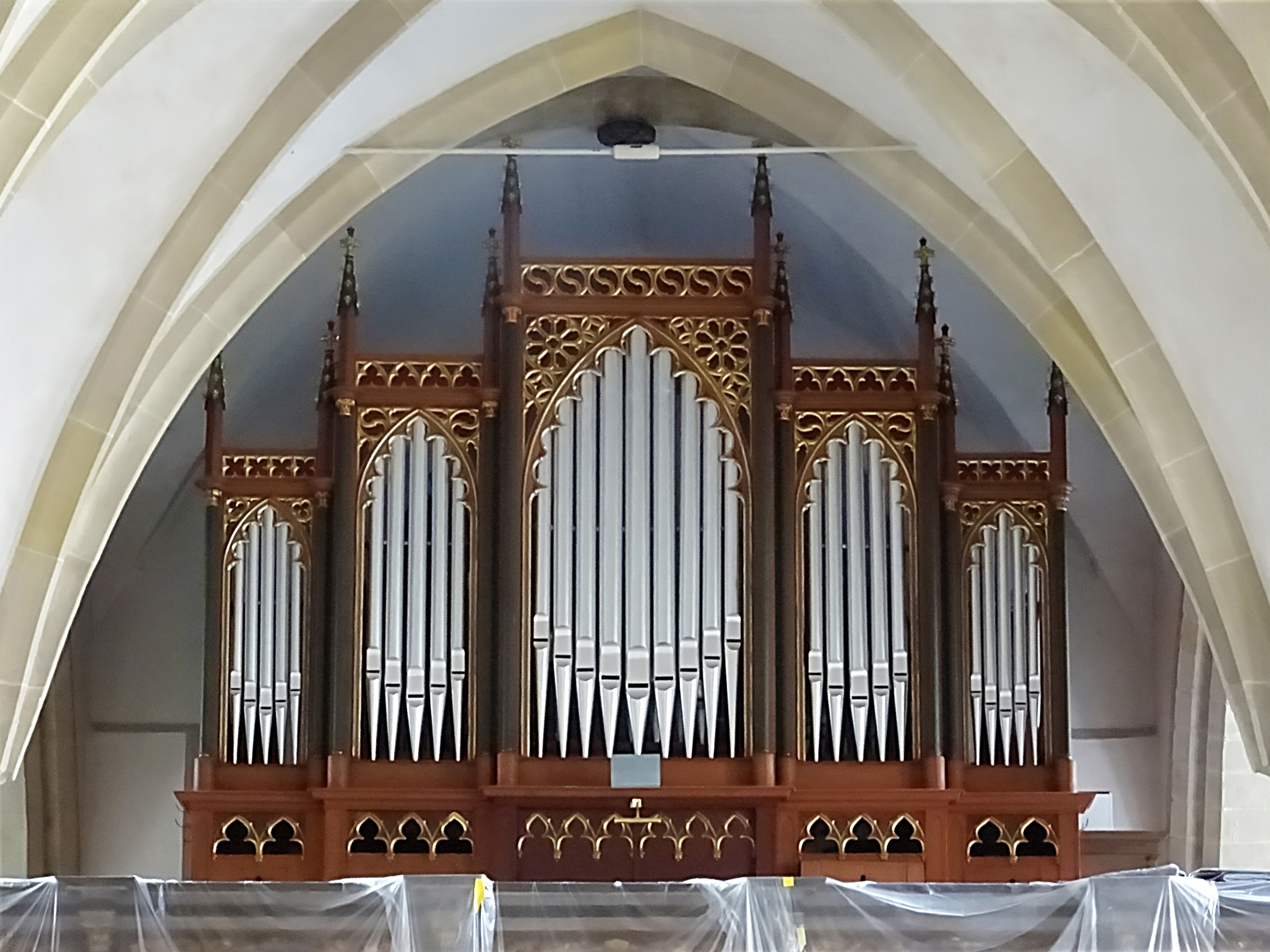
L'organo

L'organo venne costruito dalla fabbrica di organi di Hausneindorf, all'epoca diretta da Ernst Röver. La consolle ha due tastiere e una pedaliera. L'organo, più volte ricostruito, conta oggi trenta registri, gli accoppiatori sono I/P, II/P; MK I/II; sono registrazioni fisse {\displaystyle p}, {\displaystyle mf}, {\displaystyle f} e tutti selezionabili premendo un pulsante. L'organo ha un meccanismo pneumatico. La cassa dell'organo è del predecessore di Johann Friedrich Schulze, l'organo di Paulinzella, costruito nel 1848.

### Campane
| Campana                         | anno di fusione | diametro (mm) | Massa (kg, ca. ) | tono del rintocco   |
| Campana grande                  | 1333            | 1.603         | 3.000            | g 1 + 3 / 16        |
| Campana d'argento o battesimale | 1467            | 1.170         | 1.300            | f diesis 1 + 2 / 16 |
| campana oraria                  | 1516            | 974           | 300              | come 1              |
| campana del quarto d'ora        | 15 secolo       | 365           | 27               | cis 3               |

#### Disegni delle campane
Alcune delle campane hanno incisioni rare e storicamente significative che vengono trattate in un'opera della storica dell'arte Ingrid Schulze.

## Galleria d'immagini

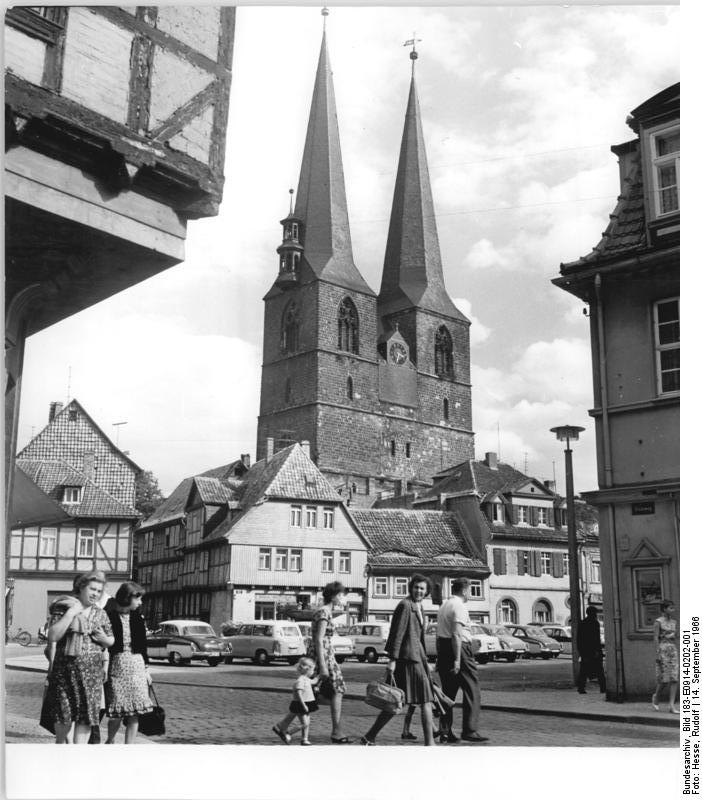
San Nicola vista da Mathildenbrunnen (1966)
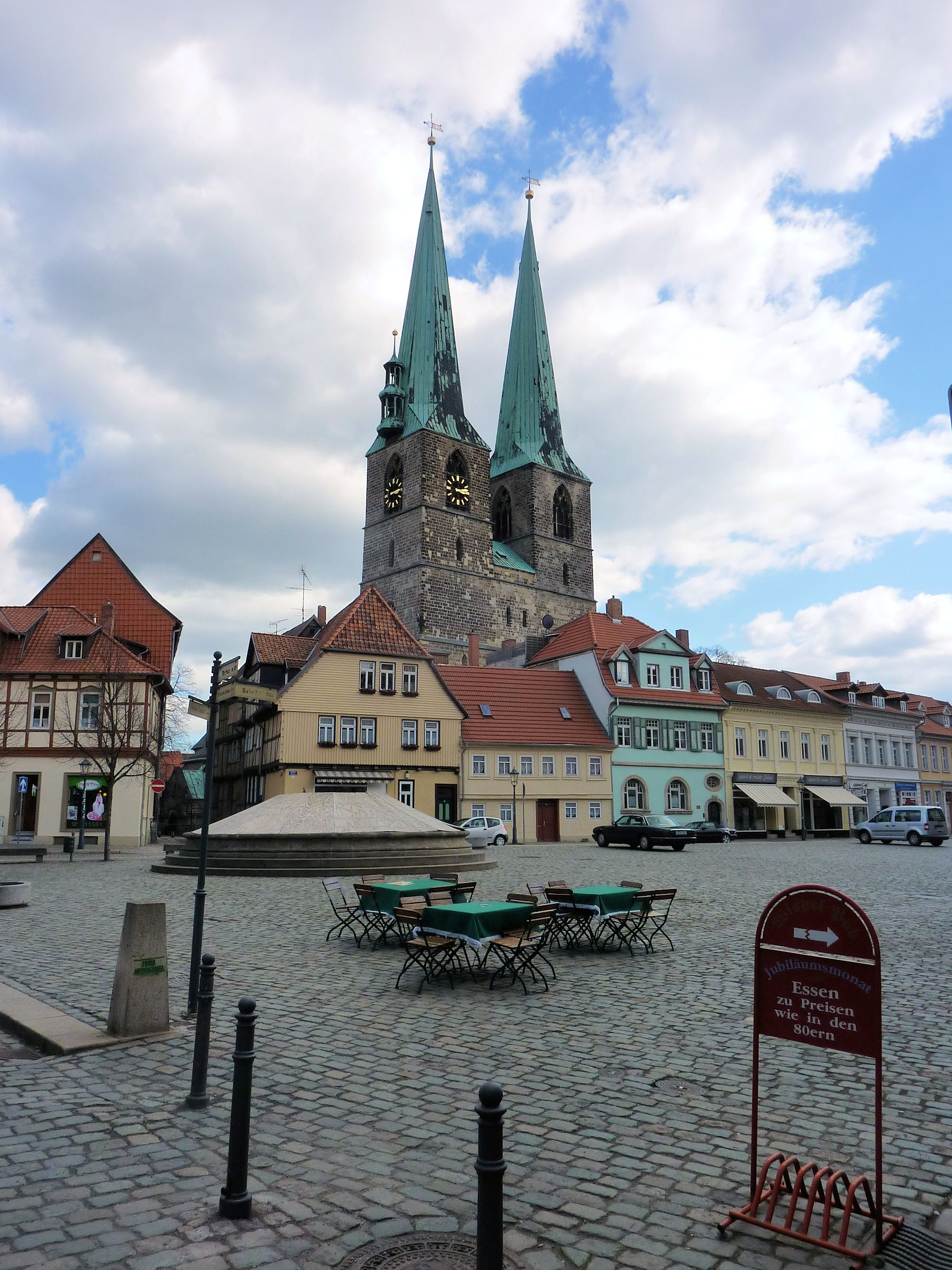
San Nicola vista da Mathildenbrunnen (2015)
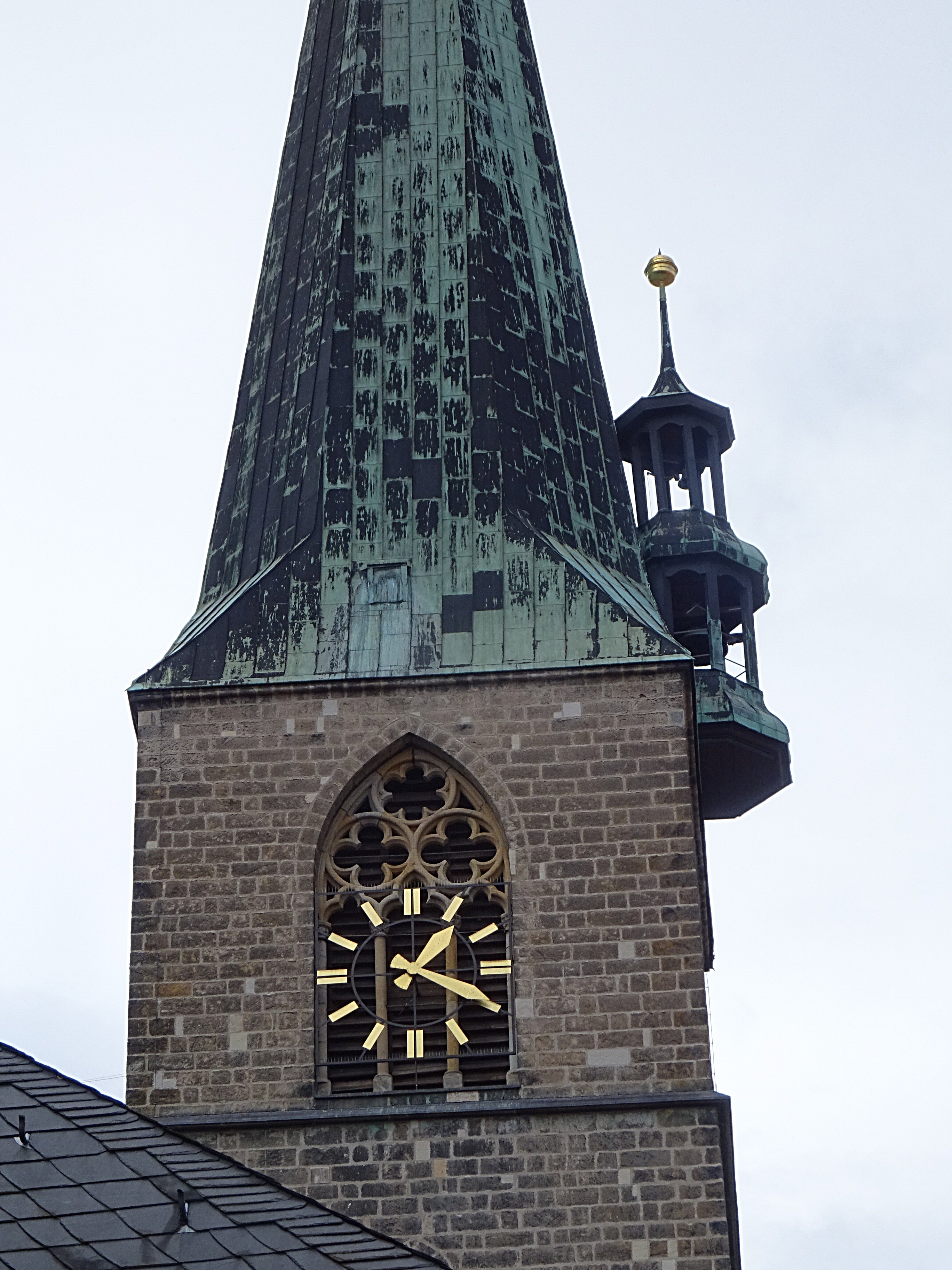
Torre nord con torretta contenente il meccanismo di suoneria dell'orologio
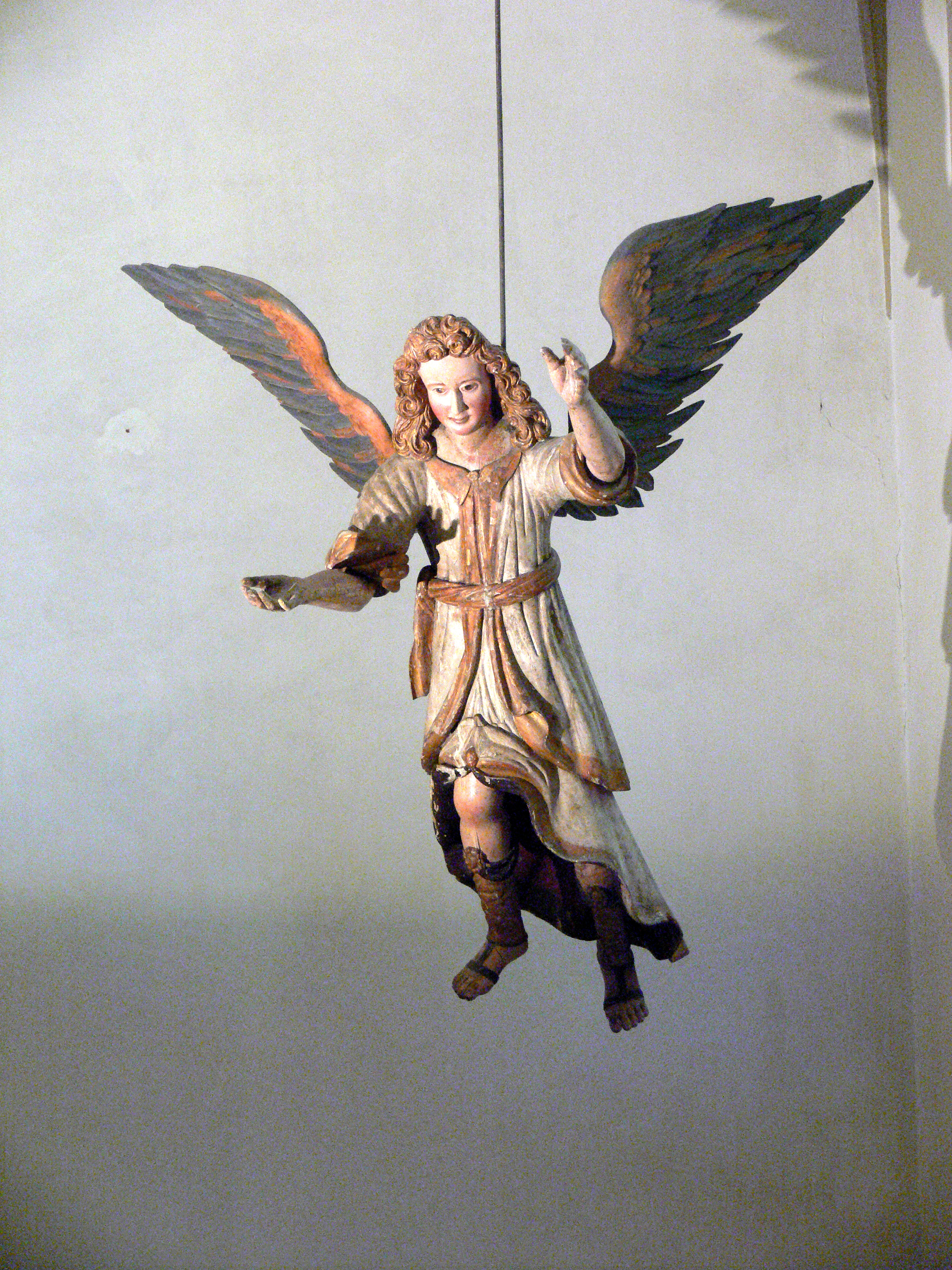
Angelo (1696) soprastante il fonte battesimale (navata meridionale)
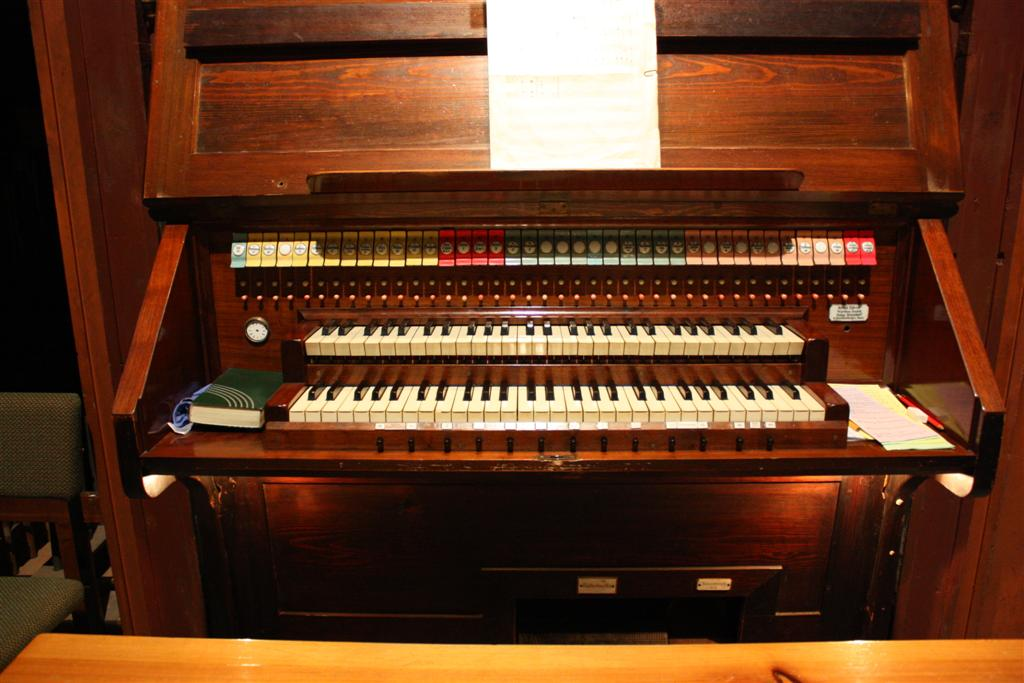
Organo
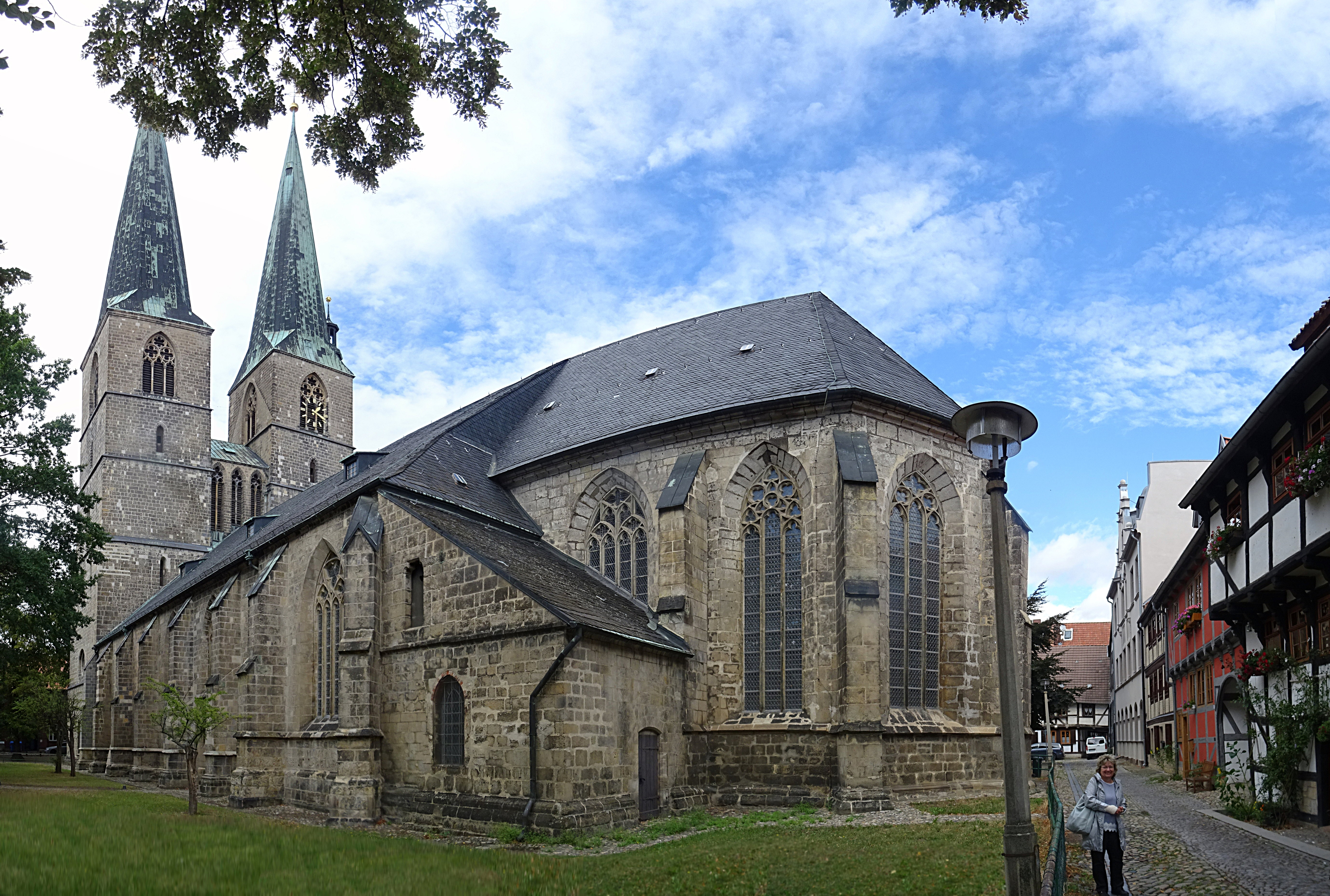
Vista sud-est